# 공격 (스포츠)
스포츠에서 공격(offense 또는 attack)은 득점이나 골을 목표로 상대 팀을 공격하거나 교전하는 행위를 말한다. 이 용어는 공격에 관련된 전술이나 공격을 주 임무로 하는 하위 팀을 지칭할 수 있다.
일반적으로 골 (스포츠)은 공격으로 기록되지만, 미식축구와 같은 스포츠에서는 수비와 스페셜 팀(킥 플레이에서는 팀의 공격 유닛 역할을 하고 리턴 플레이에서는 수비 유닛 역할을 함)이 득점하는 경우가 흔하다. 크리켓에서 수비 측은 일반적으로 볼링 공격으로 알려져 있는데, 타자가 득점하는 측은 타자를 아웃시켜 득점을 막고, 타자 모두를 아웃시켜 득점 순서를 끝낼 수 있기 때문이다.
많은 스포츠는 공격과 수비의 요소를 포함하고 있으며, 각 팀은 번갈아 가며 득점을 시도하는 동시에 상대 팀의 득점을 막는다. 공격과 수비를 사용하는 스포츠는 다음과 같다.
- 미식축구
- 축구
- 농구
- 하키
- 야구

## 같이 보기
- 수비 (스포츠)
- 골키퍼